# Al-Zuhra
al-Zuhra ist ein jemenitischer Fußballklub mit Sitz in der Stadt Sanaa.

## Geschichte
Der Klub wurde in der Saison 1979/80 Meister des Nordjemens. Nach der Wiedervereinigung verblieb der Klub auch in der neuen ersten Liga. Nach der Spielzeit 2000/01 muss der Klub aber als letzter der Tabelle schließlich absteigen. Seitdem gelang es der Mannschaft nicht mehr in der obersten Liga anzutreten.